# Pattinaggio di figura ai XVI Giochi olimpici invernali
Ai XVI Giochi olimpici invernali del 1992 ad Albertville (Francia), vennero assegnate medaglie in quattro specialità del pattinaggio di figura.

## Pattinaggio di figura maschile[1]
| Pos. | Atleta                 | Nazione           | Prog. corto | Prog. libero | Punti |
| 1    | Viktor Petrenko        | Squadra Unificata | 1           | 1            | 1,5   |
| 2    | Paul Wylie             | Stati Uniti       | 3           | 2            | 3,5   |
| 3    | Petr Barna             | Cecoslovacchia    | 2           | 3            | 4,0   |
| 4    | Christopher Bowman     | Stati Uniti       | 7           | 4            | 7,5   |
| 5    | Alexei Urmanov         | Squadra Unificata | 5           | 5            | 7,5   |
| 6    | Kurt Browning          | Canada            | 4           | 6            | 8,0   |
| 7    | Elvis Stojko           | Canada            | 6           | 7            | 10,0  |
| 8    | Viacheslav Zagorodniuk | Squadra Unificata | 10          | 8            | 13,0  |
| 9    | Michael Slipchuk       | Canada            | 8           | 9            | 13,0  |
| 10   | Todd Eldredge          | Stati Uniti       | 9           | 11           | 15,5  |
| 11   | Grzegorz Filipowski    | Polonia           | 13          | 10           | 16,5  |
| 12   | Steven Cousins         | Regno Unito       | 12          | 12           | 18,0  |
| 13   | Masakazu Kagiyama      | Giappone          | 11          | 15           | 20,5  |
| 14   | Nicholas Pétorin       | Francia           | 14          | 14           | 21,0  |
| 15   | Éric Millot            | Francia           | 17          | 13           | 21,5  |
| 16   | Cameron Medhurst       | Australia         | 16          | 16           | 24,0  |
| 17   | David Liu              | Taipei cinese     | 15          | 19           | 26,5  |
| 18   | Ralph Burghart         | Austria           | 20          | 18           | 28,0  |
| 19   | Oula Jääskeläunen      | Finlandia         | 23          | 17           | 28,5  |
| 20   | Konstantin Kostin      | Lettonia          | 18          | 22           | 31,0  |
| 21   | Jung Sung-ll           | Corea del Sud     | 21          | 21           | 31,5  |
| 22   | Henrik Walentin        | Danimarca         | 24          | 20           | 32,0  |
| 23   | Mitsuhiro Murata       | Giappone          | 22          | 23           | 34,0  |
| R    | Gilberto Viadana       | Italia            | 19          |              |       |

Non qualificati per il programma libero:
| Pos. | Atleta               | Nazione        |
| 25   | Zhang Shubin         | Cina           |
| 26   | Luka Klasinc         | Slovenia       |
| 27   | Marius Negrea        | Romania        |
| 28   | Li Su-in             | Corea del Nord |
| 29   | Tomislav Čižmešija   | Croazia        |
| 30   | Riccardo Olavarrieta | Messico        |
| R    | Jan Erik Digernes    | Norvegia       |

## Pattinaggio di figura femminile[2]
| Pos. | Atleta             | Nazione           | Prog. corto | Prog. libero | Punti |
| 1    | Kristi Yamaguchi   | Stati Uniti       | 1           | 1            | 1,5   |
| 2    | Midori Itō         | Giappone          | 4           | 2            | 4,0   |
| 3    | Nancy Kerrigan     | Stati Uniti       | 2           | 3            | 4,0   |
| 4    | Tonya Harding      | Stati Uniti       | 6           | 4            | 7,0   |
| 5    | Surya Bonaly       | Francia           | 3           | 6            | 7,5   |
| 6    | Chen Lu            | Cina              | 11          | 5            | 10,5  |
| 7    | Yuka Sato          | Giappone          | 7           | 7            | 10,5  |
| 8    | Karen Preston      | Canada            | 12          | 8            | 14,0  |
| 9    | Josée Chouinard    | Canada            | 10          | 11           | 16,0  |
| 10   | Marina Kielmann    | Germania          | 15          | 9            | 16,5  |
| 11   | Lenka Kulovaná     | Cecoslovacchia    | 9           | 12           | 16,5  |
| 12   | Laëtitia Hubert    | Francia           | 5           | 15           | 17,5  |
| 13   | Patricia Neske     | Germania          | 16          | 10           | 18,0  |
| 14   | Yulia Vorobieva    | Squadra Unificata | 14          | 13           | 20,0  |
| 15   | Anisette Torp-Lind | Danimarca         | 8           | 16           | 20,0  |
| 16   | Tatiana Rachkova   | Squadra Unificata | 136         | 14           | 20,5  |
| 17   | Viktoria Dimitrova | Bulgaria          | 18          | 17           | 26,0  |
| 18   | Joanne Conway      | Regno Unito       | 17          | 18           | 26,5  |
| 19   | Zuzanna Szwed      | Polonia           | 23          | 19           | 30,5  |
| 20   | Alma Lepina        | Lettonia          | 22          | 20           | 31,5  |
| 21   | Olga Vassiljeva    | Estonia           | 21          | 21           | 31,5  |
| 22   | Suzanne Otterson   | Regno Unito       | 20          | 22           | 32,0  |
| 23   | Krisztina Czakó    | Ungheria          | 19          | 23           | 32,5  |
| R    | Helene Persson     | Svezia            | 24          |              |       |

Non qualificate per il programma libero:
| Pos. | Atleta           | Nazione        |
| 25   | Željka Čižmešija | Croazia        |
| 26   | Mojca Kopač      | Slovenia       |
| 27   | Li Gyong-ok      | Corea del Nord |
| 28   | Lee Eun-hee      | Corea del Sud  |
| 29   | Mayda Navarro    | Messico        |

## Pattinaggio di figura a coppie[3]
| Pos. | Atleti                             | Nazione           | Prog. corto | Prog. libero | Punti |
| 1    | Natal'ja Miškutënok Artur Dmitriev | Squadra Unificata | 1           | 1            | 1,5   |
| 2    | Elena Bečke Denis Petrov           | Squadra Unificata | 2           | 2            | 3,0   |
| 3    | Isabelle Brasseur Lloyd Eisler     | Canada            | 3           | 3            | 4,5   |
| 4    | Radka Kovaříková René Novotný      | Cecoslovacchia    | 4           | 4            | 6,0   |
| 5    | Evgenija Šiškova Vadim Naumov      | Squadra Unificata | 5           | 5            | 7,5   |
| 6    | Natasha Kuchiki Todd Sand          | Stati Uniti       | 6           | 6            | 9,0   |
| 7    | Peggy Schwarz Alexander König      | Germania          | 8           | 7            | 11,0  |
| 8    | Mandy Wötzel Axel Rauschenbach     | Germania          | 10          | 8            | 13,0  |
| 9    | Christine Hough Doug Ladret        | Canada            | 9           | 10           | 14,5  |
| 10   | Calla Urbanski Rocky Marval        | Stati Uniti       | 7           | 11           | 14,5  |
| 11   | Jenni Meno Scott Wendland          | Stati Uniti       | 12          | 9            | 15,0  |
| 12   | Sherry Ball Kris Wirtz             | Canada            | 11          | 12           | 17,5  |
| 13   | Danielle Carr Stephen Carr         | Australia         | 13          | 13           | 19,5  |
| 14   | Rena Inoue Tomoaki Koyama          | Giappone          | 14          | 14           | 21,0  |
| 15   | Anna Tabacchi Massimo Salvadè      | Italia            | 15          | 15           | 22,5  |
| 16   | Line Haddad Sylvain Privé          | Francia           | 16          | 16           | 24,0  |
| 17   | Kathryn Pritchard Jason Briggs     | Regno Unito       | 17          | 17           | 25,5  |
| 18   | Ko Ok.ran Kim Gwang-ho             | Corea del Nord    | 18          | 18           | 27,0  |

## Danza sul ghiaccio[4]
| Pos. | Atleta                                | Nazione           | CD 1 | CD 2 | OD | FD |      |
| 1    | Marina Klimova Sergej Ponomarenko     | Squadra Unificata | 1    | 1    | 1  | 1  | 2,0  |
| 2    | Isabelle Duchesnay Paul Duchesnay     | Francia           | 3    | 3    | 2  | 2  | 4,4  |
| 3    | Majja Usova Aleksandr Žulin           | Squadra Unificata | 2    | 2    | 3  | 3  | 5,6  |
| 4    | Oksana Griščuk Evgenij Platov         | Squadra Unificata | 4    | 4    | 4  | 4  | 8,0  |
| 5    | Stefania Calegari Pasquale Camerlengo | Italia            | 5    | 5    | 5  | 5  | 10,0 |
| 6    | Susanna Rahkamo Petri Kokko           | Finlandia         | 7    | 7    | 6  | 6  | 12,4 |
| 7    | Klára Engi Attila Tóth                | Ungheria          | 6    | 6    | 7  | 7  | 13,6 |
| 8    | Dominique Yvon Frédéric Palluel       | Francia           | 8    | 8    | 9  | 8  | 16,6 |
| 9    | Sophie Moniotte Pascal Lavanchy       | Francia           | 9    | 9    | 8  | 9  | 17,4 |
| 10   | Kateřina Mrázová Martin Šimeček       | Cecoslovacchia    | 12   | 11   | 10 | 10 | 20,6 |
| 11   | April Sargent-Thomas Russ Witherby    | Stati Uniti       | 10   | 10   | 11 | 11 | 21,6 |
| 12   | Jacqueline Petr Mark Janoschak        | Canada            | 11   | 12   | 12 | 13 | 24,8 |
| 13   | Anna Croci Luca Mantovani             | Italia            | 13   | 13   | 13 | 12 | 25,0 |
| 14   | Regina Woodward Csaba Szentpétery     | Ungheria          | 15   | 15   | 15 | 14 | 29,0 |
| 15   | Rachel Mayer Peter Breen              | Stati Uniti       | 14   | 14   | 14 | 15 | 29,0 |
| 16   | Margarita Drobiazko Povilas Vanagas   | Lituania          | 17   | 17   | 17 | 16 | 33,0 |
| 17   | Melanie Bruce Andrew Place            | Regno Unito       | 16   | 16   | 16 | 17 | 33,0 |
| 18   | Han Bing Yang Hui                     | Cina              | 18   | 18   | 18 | 18 | 36,0 |
| 19   | Ryu Gwang-ho Park Un-sil              | Corea del Nord    | 19   | 19   | 19 | 19 | 38,0 |

CD 1 = Compulsory Dance 1 (Danza obbligatoria);
CD 2 = Compulsory Dance 2 (Danza obbligatoria);
OD = Danza originale;
FD = Free Dance (danza libera).

## Medagliere per nazioni
| Pos | Nazione           | Oro | Argento | Bronzo | Totale |
| --- | ----------------- | --- | ------- | ------ | ------ |
| 1   | Squadra Unificata | 3   | 1       | 1      | 5      |
| 2   | Stati Uniti       | 1   | 1       | 1      | 3      |
| 3   | Giappone          | 0   | 1       | 0      | 1      |
| 3   | Francia           | 0   | 1       | 0      | 1      |
| 5   | Canada            | 0   | 0       | 1      | 1      |
| 5   | Cecoslovacchia    | 0   | 0       | 1      | 1      |